# Tantilla flavilineata
Tantilla flavilineata là một loài rắn trong họ Rắn nước. Loài này được Smith & Burger mô tả khoa học đầu tiên năm 1950.